# Macrosiphoniella crassipes
Macrosiphoniella crassipes är en insektsart. Macrosiphoniella crassipes ingår i släktet Macrosiphoniella och familjen långrörsbladlöss. Inga underarter finns listade i Catalogue of Life.